# Condado de Mitchell (Texas)
El condado de Mitchell es uno de los 254 condados del estado estadounidense de Texas. La sede del condado y su mayor ciudad es Colorado City. El condado tiene un área de 2372 km² (de los cuales 15 km² están cubiertos por agua) y una población de 9698 habitantes, para una densidad de población de 4 hab/km² (según censo nacional de 2000). Este condado fue fundado en 1876.

## Demografía
Para el censo de 2000, habían 9698 personas, 2837 cabezas de familia, y 1997 familias residiendo en el condado. La densidad de población era de 11 habitantes por milla cuadrada.
La composición racial del condado era:
- 74,52% blancos
- 12,81% negros o negros americanos
- 0,41% nativos americanos
- 0,36% asiáticos
- 0,02% isleños
- 10,19% otras razas
- 1,69% de dos o más razas.

Había 2837 cabezas de familia, de las cuales el 30,60% tenían menores de 18 años viviendo con ellas, el 55,60% eran parejas casadas viviendo juntas, el 11,40% eran mujeres cabeza de familia monoparental (sin cónyuge), y 29,60% no eran familias.
El tamaño promedio de una familia era de 3,00 miembros.
En el condado el 19,80% de la población tenía menos de 18 años, el 11,50% tenía de 18 a 24 años, el 30,70% tenía de 25 a 44, el 22,90% de 45 a 64, y el 15,10% eran mayores de 65 años. La edad promedio era de 39 años. Por cada 100 mujeres había 159,30 hombres. Por cada 100 mujeres mayores de 18 años había 174,40 hombres.

## Economía
Los ingresos medios de una cabeza de familia del condado eran de USD$25 399 y el ingreso medio familiar era de $31 481. Los hombres tenían unos ingresos medios de $23 750 frente a $20.221 de las mujeres. El ingreso per cápita del condado era de $14 043. El 15,00% de las familias y el 17,70% de la población estaban debajo de la línea de pobreza. Del total de gente en esta situación, 22,90% tenían menos de 18 y el 20,90% tenían 65 años o más.